# Фронт единства народа
Фронт единства народа (пол. Front Jedności Narodu (FJN)) — социально-политическая организация, созданная в ПНР в 1952 на основе «Демократического блока», сформированного для участия в парламентских и президентских выборов 1947 года.
До 1956 был известен под названием Национальный фронт (пол. Front Narodowy (FN)). ФЕН включал в себя профсоюзы, политические партии (ПОРП, ОКП и ДП), Федерацию Социалистических союзов польской молодёжи (пол. Federacja Socjalistycznych Związków Młodzieży Polskiej), а также другие общественные и политические организации. Преследовал политические цели, созвучные с целями ПОРП и был ей подчинён. Активно участвовал в выборах в Сейм и местные советы, монопольно выдвигая кандидатов – до 1976 по факту, а потом и официально. Осуществлял опеку над всепольскими и местными общественными акциями.
По проекту должен был сосредоточить все силы государства, желающие работать и трудиться на благо Народной Польши, объединять граждан вокруг узловых проблем и потребностей, а также текущих и перспективных экономических, политических, социальных и международных задач страны. Должен был стать выражением общности интересов, стремлений и взглядов всего польского общества, рабочего класса, крестьянства и интеллигенции.
В 1983 году был ликвидирован, а его место заняло Патриотическое движение национального возрождения.